# Paseo del Salón de Isabel II
El paseo del Salón de Isabel II, más conocido con el sobrenombre de paseo del Salón o simplemente El Salón, es un parque público de la ciudad española de Segovia. Fue creado en 1786 por la Sociedad Económica de Amigos del País de Segovia, siendo uno de los más antiguos jardines de la ciudad.

## Situación
El paseo del Salón de Isabel II se encuentra en el centro de la ciudad, bordeando la ciudad amurallada por el sur, con vistas a la sierra de Guadarrama. Por el postigo del Sol, se accede a la judería de Segovia.
Del paseo del Salón parten dos bajadas: una desde la puerta de la Luna, que por una gradería con escalones se dirige hacia el barrio de San Millán; y la otra desde la puerta del Sol, que va hacia la puerta de San Andrés. Ambas bajadas convergen en el antiguo convento de Sancti Spiritus.

## Historia
En 1786, la Sociedad Económica de Amigos del País de Segovia presupuestó 6000 reales para dar comienzo a la obra. La institución decidió acondicionar y adecentar la ladera del Rastro, montículo de tierra adosado a la muralla, donde en siglos anteriores se descuartizaban los corderos para su consumo, y se vendían los rastros y despojos de estos animales. Aquí también desde tiempos de la reconquista existía una cancha donde se practicaba el juego de pelota segoviana similar a otros juegos de pelota, este tenía su origen en la preparación física de caballeros para la guerra y fue muy popular en la ciudad de Segovia y su entorno, pero esta cancha en esta época ya estaba sumamente degradada.
En 1788 la explanada ya había sido nivelada y tenía casi terminados los dos tramos de bajada, que confluían en las riberas del Clamores. 
En 1835 el Rastro comenzó a llamarse Salón de Isabel II, en homenaje a la nueva reina, que acababa de cumplir cinco años de edad.
En 1846 se pusieron fuentes, se plantaron rosales, se colocaron bancos y se realizaron obras en la puerta del Sol.
En 1859 se trajeron árboles de Madrid para realizar una nueva plantación y en lo sucesivo se esbozaron numerosos proyectos para ampliar la explanada y mejorar las bajadas a San Millán, especialmente la del juego de pelota, que desembocaba en la actual calle de San Millán, lugar donde en la segunda mitad del XIX hubo una rudimentaria instalación para jugar a la pelota.
En 1886, el ayuntamiento aprobó el proyecto de ensanche y mejora del paseo del arquitecto municipal, Joaquín Odriozola. En 1868 también se derribó la puerta del Sol y unos años después, la de la Luna, ambas reconstruidas en la década de 1990.
Desde 1960, se colocó el busto de José Rodao Hernández, obra de Aniceto Marinas, que modeló en bronce. Se ubicó sobre un pedestal que era una fuente labrada, en piedra rosa de Sepúlveda, por el artista y profesor del Instituto Toribio García de Andrés y diseñada por el arquitecto municipal Manuel Pagola Bireben, en el año 1927.